# Сісайд-Парк (Нью-Джерсі)
Сісайд-Парк (англ. Seaside Park) — місто (англ. borough) в США, в окрузі Оушен штату Нью-Джерсі. Населення — 1436 осіб (2020).

## Географія
Сісайд-Парк розташований за координатами 39°55′32″ пн. ш. 74°4′44″ зх. д. / 39.92556° пн. ш. 74.07889° зх. д. (39.925666, -74.078754).  За даними Бюро перепису населення США в 2010 році місто мало площу 1,99 км², з яких 1,68 км² — суходіл та 0,31 км² — водойми. В 2017 році площа становила 2,11 км², з яких 1,70 км² — суходіл та 0,41 км² — водойми.

### Клімат
| Клімат : Сісайд-Парк    | Клімат : Сісайд-Парк | Клімат : Сісайд-Парк | Клімат : Сісайд-Парк | Клімат : Сісайд-Парк | Клімат : Сісайд-Парк | Клімат : Сісайд-Парк | Клімат : Сісайд-Парк | Клімат : Сісайд-Парк | Клімат : Сісайд-Парк | Клімат : Сісайд-Парк | Клімат : Сісайд-Парк | Клімат : Сісайд-Парк | Клімат : Сісайд-Парк |
| Показник                | Січ.                 | Лют.                 | Бер.                 | Квіт.                | Трав.                | Черв.                | Лип.                 | Серп.                | Вер.                 | Жовт.                | Лист.                | Груд.                | Рік                  |
| Середній максимум, °C   | 4,7                  | 6,1                  | 9,8                  | 15,2                 | 20,6                 | 25,7                 | 28,6                 | 28,0                 | 24,6                 | 18,7                 | 13,1                 | 7,6                  | 16,9                 |
| Середня температура, °C | 0,4                  | 1,6                  | 5,2                  | 10,3                 | 15,8                 | 21,0                 | 23,9                 | 23,4                 | 19,8                 | 13,6                 | 8,4                  | 3,2                  | 12,3                 |
| Середній мінімум, °C    | −3,8                 | −2,9                 | 0,5                  | 5,4                  | 10,9                 | 16,2                 | 19,3                 | 18,8                 | 15,0                 | 8,4                  | 3,9                  | −1,2                 | 7,6                  |
| Норма опадів, мм        | 93                   | 78                   | 109                  | 98                   | 90                   | 92                   | 114                  | 115                  | 90                   | 95                   | 96                   | 99                   | 1170                 |
| Вологість повітря, %    | 65.5                 | 63.1                 | 61.3                 | 62.3                 | 65.3                 | 70.1                 | 69.4                 | 71.5                 | 70.3                 | 69.6                 | 68.3                 | 66.4                 | 66.9                 |
| ----------------------- | -------------------- | -------------------- | -------------------- | -------------------- | -------------------- | -------------------- | -------------------- | -------------------- | -------------------- | -------------------- | -------------------- | -------------------- | -------------------- |
| Джерело: PRISM          |                      |                      |                      |                      |                      |                      |                      |                      |                      |                      |                      |                      |                      |

## Демографія
Згідно з переписом 2010 року, у селищі мешкало 1579 осіб у 833 домогосподарствах у складі 405 родин. Було 2703 помешкання
Расовий склад населення:
| - 97,0 % — білих - 0,9 % — чорних або афроамериканців - 0,4 % — азіатів |

До двох чи більше рас належало 0,8 %. Частка іспаномовних становила 3,4 % від усіх жителів.
За віковим діапазоном населення розподілялося таким чином: 12,0 % — особи молодші 18 років, 61,3 % — особи у віці 18—64 років, 26,7 % — особи у віці 65 років та старші. Медіана віку мешканця становила 52,1 року. На 100 осіб жіночої статі у селищі припадало 93,0 чоловіків;  на 100 жінок у віці від 18 років та старших — 92,5 чоловіків також старших 18 років.
Середній дохід на одне домашнє господарство  становив 94 062 долари США (медіана — 72 981), а середній дохід на одну сім'ю — 125 895 доларів (медіана — 90 500). Медіана доходів становила 69 722 долари для чоловіків та 40 278 доларів для жінок. За межею бідності перебувало 6,8 % осіб, у тому числі 16,2 % дітей у віці до 18 років та 2,0 % осіб у віці 65 років та старших.
Цивільне працевлаштоване населення становило 721 осіб. Основні галузі зайнятості: освіта, охорона здоров'я та соціальна допомога — 26,1 %, роздрібна торгівля — 13,0 %, будівництво — 10,0 %, науковці, спеціалісти, менеджери — 9,3 %.